# Ernst Eduard Kummer

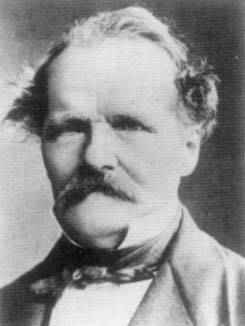
Kummer in den 1870er Jahren

Ernst Eduard Kummer (* 29. Januar 1810 in Sorau, Niederlausitz; † 14. Mai 1893 in Berlin) war ein deutscher Mathematiker und Hochschullehrer, der sich vor allem mit Zahlentheorie, Analysis und Geometrie befasste.

## Leben
Kummer war der Sohn eines Arztes, der starb, als Kummer drei Jahre alt war. Er ging in Sorau aufs Gymnasium und studierte zunächst protestantische Theologie an der Friedrichs-Universität Halle mit dem Ziel, Pfarrer zu werden, wechselte aber nach Besuch einer Vorlesung von Heinrich Ferdinand Scherk zur Mathematik. 1831 legte er sein Staatsexamen ab und wurde promoviert. Danach unterrichtete Kummer als Gymnasiallehrer Physik und Mathematik zuerst in Sorau und von 1832 bis 1842 in Liegnitz. Dort gehörten Leopold Kronecker und Ferdinand Joachimsthal zu seinen Schülern. Er veröffentlichte 1836 eine Arbeit über die hypergeometrische Differentialgleichung in Crelles Journal, was zu einer Korrespondenz mit Carl Gustav Jacobi und Peter Gustav Lejeune Dirichlet führte. Auf Dirichlets Vorschlag wurde er 1839 in die Berliner Akademie der Wissenschaften aufgenommen. Ab 1851 war er Mitglied der Göttinger Akademie der Wissenschaften.
1842 wurde er mit Unterstützung von Jacobi und Dirichlet Professor an der Schlesischen Friedrich-Wilhelms-Universität. In dieser Zeit wandte er sich der Zahlentheorie zu. Zur Zeit der Revolution von 1848/1849 war er Rektor der Universität Breslau. Er vertrat politisch konservative Ansichten und war ein Gegner der Revolution.
1855 wurde er der Nachfolger von Dirichlet (der auf einen Lehrstuhl nach Göttingen wechselte) auf dessen Empfehlung hin an der Friedrich-Wilhelms-Universität Berlin. Er sorgte 1856 dafür, dass Karl Weierstraß ebenfalls nach Berlin berufen wurde – er hatte einen ähnlichen Werdegang wie Kummer und war jahrelang Gymnasiallehrer gewesen – und unterstützte die Berufung seines ehemaligen Schülers Kronecker 1855. 1857/58 und 1865/66 war er Dekan und 1868/69 Rektor der Universität Berlin. Kummer war für seine klaren und lebendigen Vorlesungen bekannt und unterhielt mit Weierstraß 1861 das erste Seminar für reine Mathematik an der Universität Berlin. Er war ein bei den Studenten beliebter Hochschullehrer, der sich auch persönlich um seine Studenten kümmerte.
Mit Weierstraß und Kronecker baute er das Königliche Gewerbe-Institut auf, das 1879 in die TH Berlin integriert wurde. Das befreundete Dreigespann Kummer-Weierstraß-Kronecker machte Berlin für drei Jahrzehnte zu einem der weltweit führenden Zentren für Mathematik, allerdings kam es um 1875 zu Spannungen zwischen Weierstraß und Kronecker, die auch Kummer betrafen, da er zu seinem Freund Kronecker hielt.
1883 ging er in den Ruhestand, da er fühlte, dass sein Gedächtnis nachließ.
Von 1863 bis 1878 war er Sekretär der Sektion Mathematik und Physik der Berliner Akademie der Wissenschaften.
Zu seinen Doktoranden zählten Paul Bachmann, Heinrich Bruns, Gotthold Eisenstein (der auf Vorschlag von Kummer einen Ehrendoktor in Breslau erhielt), Paul Du Bois-Reymond, Georg Cantor, Arthur Schoenflies, Friedrich Schur, Hermann Amandus Schwarz, Franz Mertens. Er förderte Mathematiker wie Alfred Clebsch, der sich in Berlin habilitierte, und Lazarus Fuchs, der sein Nachfolger in Berlin wurde. Hermann Graßmanns ihm vorgelegte Preisschrift über die Ausdehnungslehre, die Grundlage der Vektorrechnung, lehnte er ab, womit er deren Etablierung einstweilen nachhaltig verzögerte. 

## Werk
Kummer befasste sich zunächst mit Analysis und speziell der Hypergeometrischen Differentialgleichung und hypergeometrischen Reihen in Anschluss an die Untersuchungen von Carl Friedrich Gauß.
Bekannt wurde er vor allem als Zahlentheoretiker. Er befasste sich mit Kreisteilungskörpern und führte 1847 beim Studium von dessen Ring ganzer Zahlen ideale Zahlen ein, woraus später die Idealtheorie durch Richard Dedekind und Kronecker wurde, eine der Grundlagen der Entwicklung der abstrakten Algebra. Er führte ideale Zahlen ein, um mit diesen verallgemeinerten Zahlbegriffen die eindeutige Primfaktorzerlegung in Kreisteilungskörpern zu gewährleisten. Ein Motiv war die Fermat-Vermutung, bei der verschiedene Beweisversuche im frühen 19. Jahrhundert scheiterten (wie insbesondere Kummer erkannte), weil sie irrigerweise von einer eindeutigen Primfaktorzerlegung in Kreisteilungskörpern ausgingen. Kummer konnte die Fermat-Vermutung mit seiner Theorie für eine (vermutlich unendlich) große Zahl von Exponenten beweisen, solche die durch sogenannte reguläre Primzahlen teilbar sind (von den Primzahlen unter 100 sind zum Beispiel nur drei nicht regulär). Seine Motivation für die Beschäftigung mit Zahlentheorie waren aber in erster Linie die höheren Reziprozitätsgesetze (Verallgemeinerungen des Quadratischen Reziprozitätsgesetzes auf höhere Potenzen), deren Untersuchung Gauß und Jacobi (und Eisenstein) begannen und die eine der Hauptmotive in der Entwicklung der algebraischen Zahlentheorie waren. 1857 erhielt er für seine zahlentheoretischen Arbeiten den Großen Preis der Pariser Académie des sciences. Der Preis war ursprünglich für Arbeiten zur Lösung der Fermat-Vermutung ausgelobt worden – Kummer erhielt ihn für seine großen Fortschritte auf diesem Gebiet, ohne dass er eine Arbeit eingereicht hatte. Bald darauf wurde er Korrespondent der Academie des Sciences und 1863 auswärtiges Mitglied der Royal Society. 1875 wurde er Ehrenmitglied (Honorary Fellow) der Royal Society of Edinburgh.
Später befasste er sich mit Strahlensystemen in Anschluss an William Rowan Hamilton und mit algebraischer Geometrie (Kummer-Fläche 1864). Er schrieb über Ballistik und unterrichtete das Fach an der Kriegsakademie.
Es gibt zwei nach ihm benannte Vermutungen:
- Die Vermutung von Kummer und Vandiver, dass p nicht die Klassenzahl des maximalen reellen Unterkörpers des p-ten Kreisteilungskörpers teilt, wurde numerisch von Kummer für Primzahlen bis 200 bestätigt (und später von Vandiver bis 600 und danach zu bis zu noch viel höheren Zahlen bestätigt, von David Harvey bis etwa 1011), ist aber weiterhin unbewiesen.
- Eine weitere Vermutung von Kummer über die Werteverteilung spezieller kubischer Gaußsummen wurde 1979 von Roger Heath-Brown und Samuel Patterson widerlegt.[9]

## Privates
Kummer war in erster Ehe ab 1840 mit Ottilie geb. Mendelssohn, der Tochter von Nathan Mendelssohn und Henriette geb. Itzig verheiratet. Ottilie war die Cousine von Rebecca Mendelssohn Bartholdy, der Ehefrau des Mathematikers Peter Gustav Lejeune Dirichlet. Seine erste Frau starb bereits 1848. Seine zweite Frau Bertha, die Tochter des Reformpädagogen Ludwig Cauer, war die Cousine seiner ersten Frau. Insgesamt hatte er 13 Kinder. Die Tochter Marie heiratete den Mathematiker Hermann Amandus Schwarz.